# Dogado
Dogado ist eine Bezeichnung für den ehemaligen Herrschaftsbereich des Dogen der Republik Venedig, aber auch für seine Amtszeit. Sie entspricht dem italienischen Wort Ducato (Herzogtum) und dem engeren Herrschaftsgebiet Venedigs rund um die Lagune.

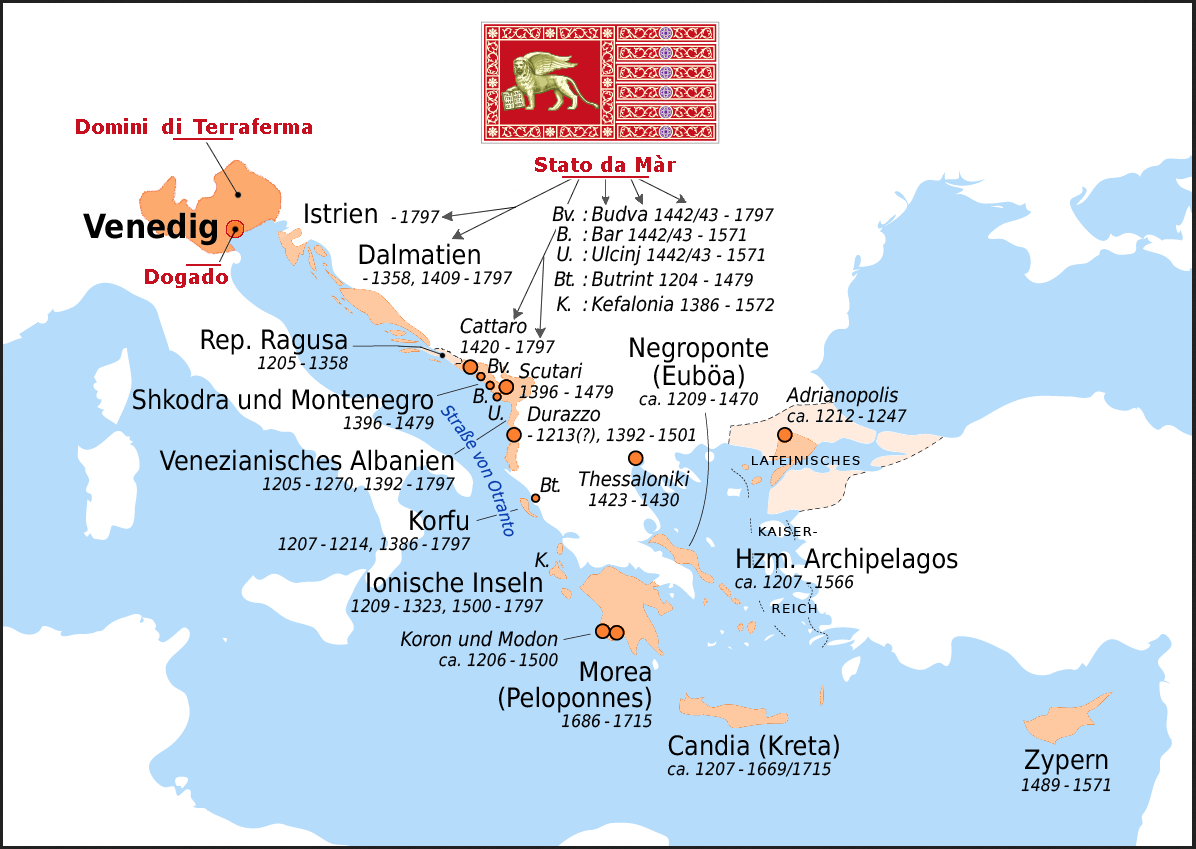
Die Republik Venedig mit dem Dogado, der Terraferma und die Kolonien des Stato da Mar, 1560.

Der Dogado war außerdem der Teil des Staatsgebietes von Venedig, den sich Byzanz bereits zu Zeiten Karls des Großen hatte zugestehen lassen und somit auch Teil des Byzantinischen Reiches gewesen war. Damit steht das Gebiet im Kontrast zur späteren Terraferma, die erst durch Venedig im 14. und 15. Jahrhundert erobert worden war und rechtlich ein Lehen des Kaisers des Heiligen Römischen Reiches war.

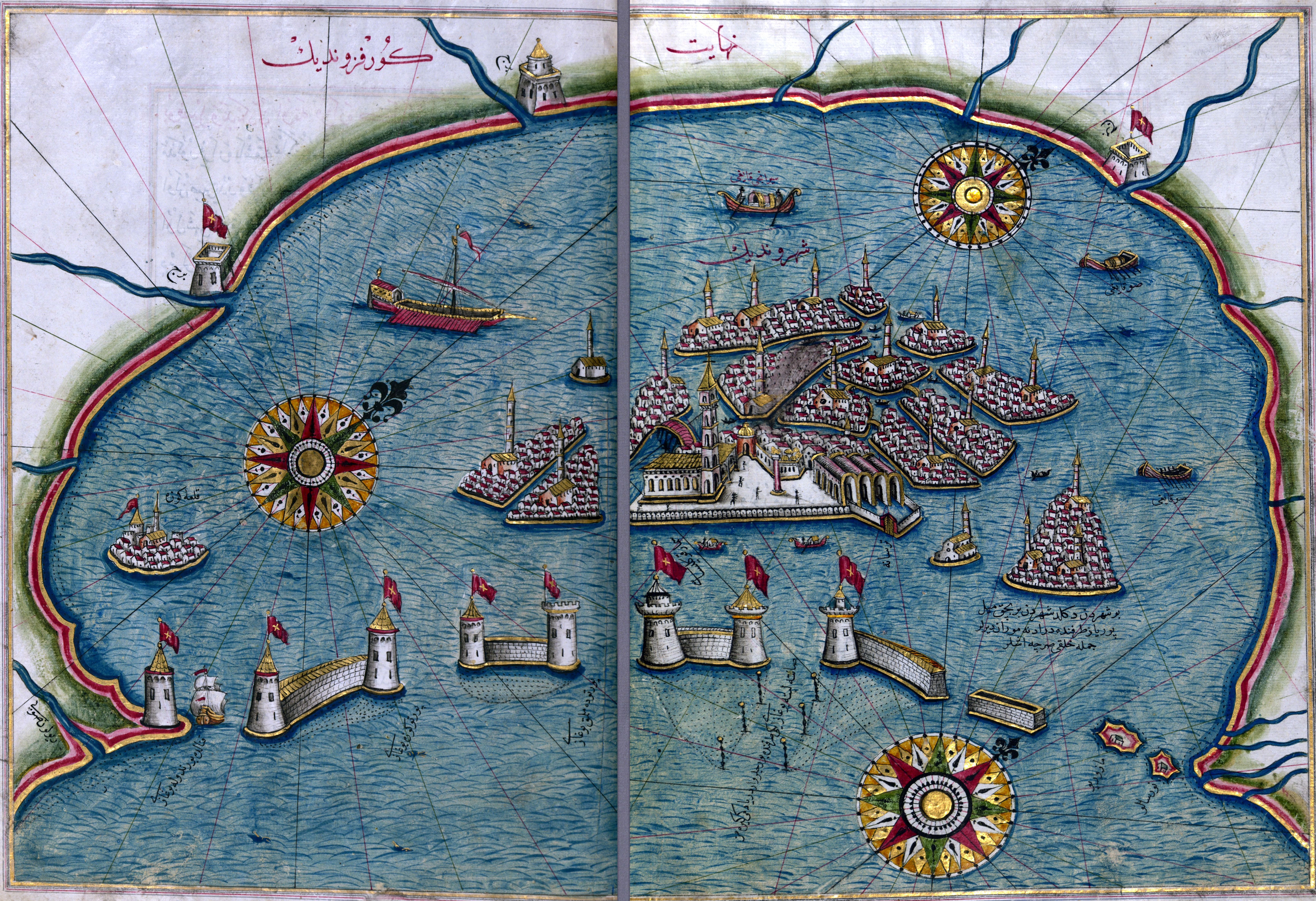
Plan von 1525 des „Dogado“; Jenseits der Ufer der Lagune erstrecken sich die Domini di Terraferma („Domänen des Festlandes“) und unterhalb der Befestigungen des Lido, die sie schützen, beginnt der Stato da Mar („Staat des Meeres“).

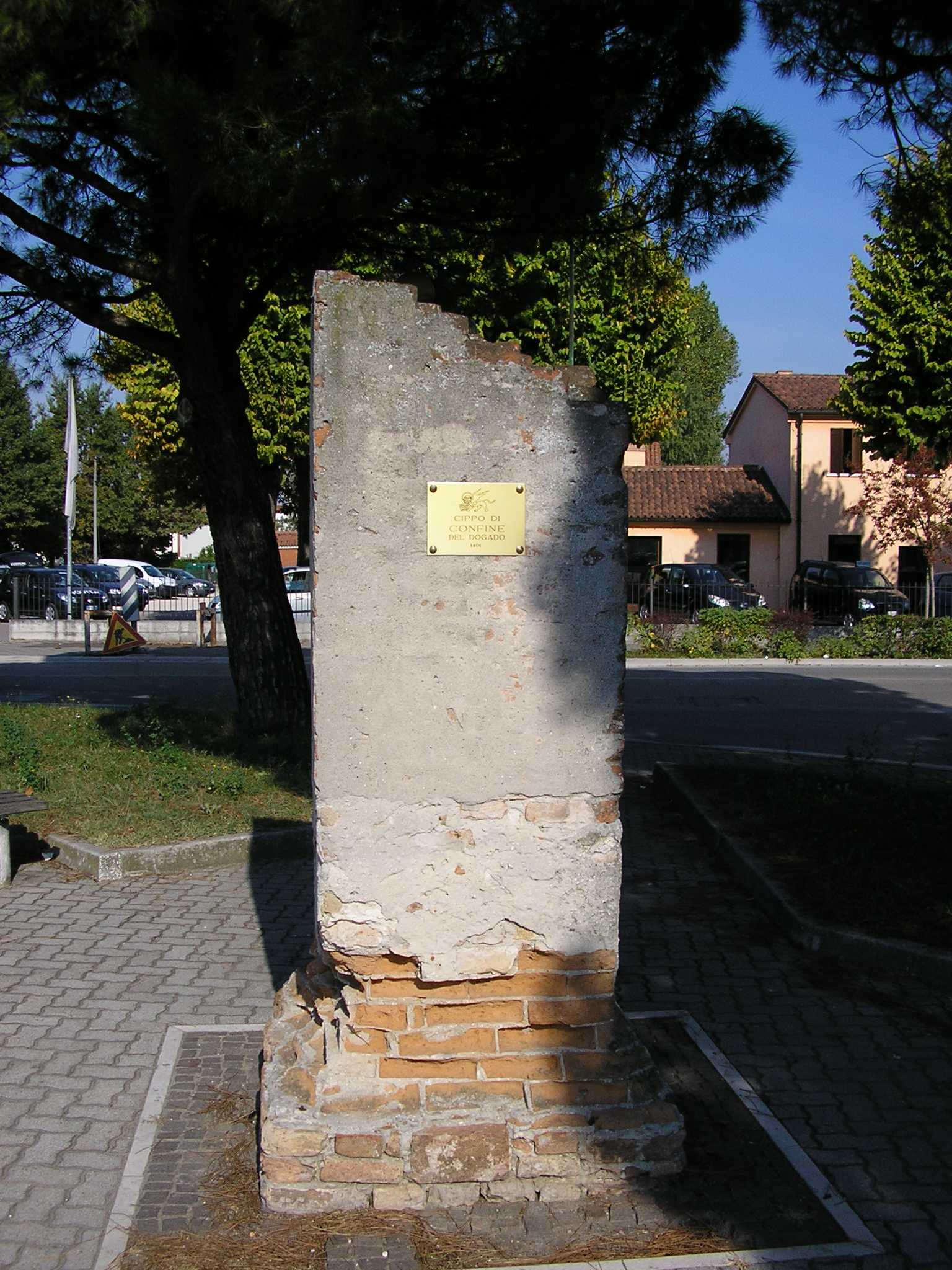
Grenzstein des Dogado in Gambarare.

Zu Venedigs Besitzungen zählten neben dem Dogado der Stato da Mar (Seestaat, Venezianische Kolonien) und auf dem Festland die Terraferma (auch Stato da Terra genannt).
Das Gebiet umfasste die Stadt Venedig und den schmalen Küstenstreifen, der sich zunächst von Grado bis Loreo erstreckte, später aber nach Goro im Süden, Polesine und Padua im Südwesten sowie die Isonzomündung im Osten ausgedehnt wurde. Der Dogado wurde mit zahlreichen Festungen und befestigten Orten ausgestattet, die die Aufgabe hatten, Venedig vor Invasionen zu schützen und zugleich die Zölle einzuziehen sowie den Handel zu schützen und zu überwachen. 
Von der Hauptstadt Venedig abgesehen, war die Verwaltung des Dogado in neun Bezirke unterteilt. Es waren im Uhrzeigersinn von Norden: Grado, Caorle, Torcello, Murano, Malamocco, Chioggia, Loreo, Cavarzere und Gambarare. Jeder Bezirk unterstand einem Podestà.
Die adligen Familien Venedigs besaßen schon im Frühmittelalter umfangreiche Ländereien im Dogado, ebenso die Klöster. Der Dogado lieferte daher beträchtliche Mengen an Lebensmitteln. 1648 wurden im Polesine 71.966 Star (zu rund 65 kg) Weizen geerntet, weitere 15.458 „Star“ Gerste und Roggen. Von diesen über 87.000 „Star“ Getreide wurden allein 20.000 nach Venedig verfrachtet.